# نوكيا N80
نوكيا N80 هو أحد أجهزة نوكيا، شركة الهواتف والتقنية النقالة. يأتي هذا الجهاز مع شاشة نوعها 352 * 416 18-بت (262,144) لون. تم إصدار هذا الجهاز في 2006. تقنيته/تردده هي GSM/UMTS. جيل الجهاز هو BB5.0. عامل الشكل (التصميم) للجهاز هو «منزلق». الجهاز يحتوي على كامير نوعها: 3.15 ميغابيكسل
يوجد به :
بلوتوث
wlan
الأشعة تحت الحمراء